# Lípa republiky (Slivenec)
Lípa republiky ve Slivenci v Praze roste v parku na východním konci ulice Granátová ve východní části obce.

## Historie
Lípa svobody byla vysazena 24. října 2018 na připomínku 100. výročí vzniku Československé republiky. Strom při slavnosti zasadili zastupitelé městské části Praha-Slivenec a děti ze Základní školy za přítomnosti místních obyvatel.

## Významné stromy v okolí
- Lípa v poli u Holyně
- Lípy před školou ve Slivenci
- Jírovec na hřbitově ve Slivenci
- Lípa svobody ve Velké Chuchli